# Меч Сталінграда

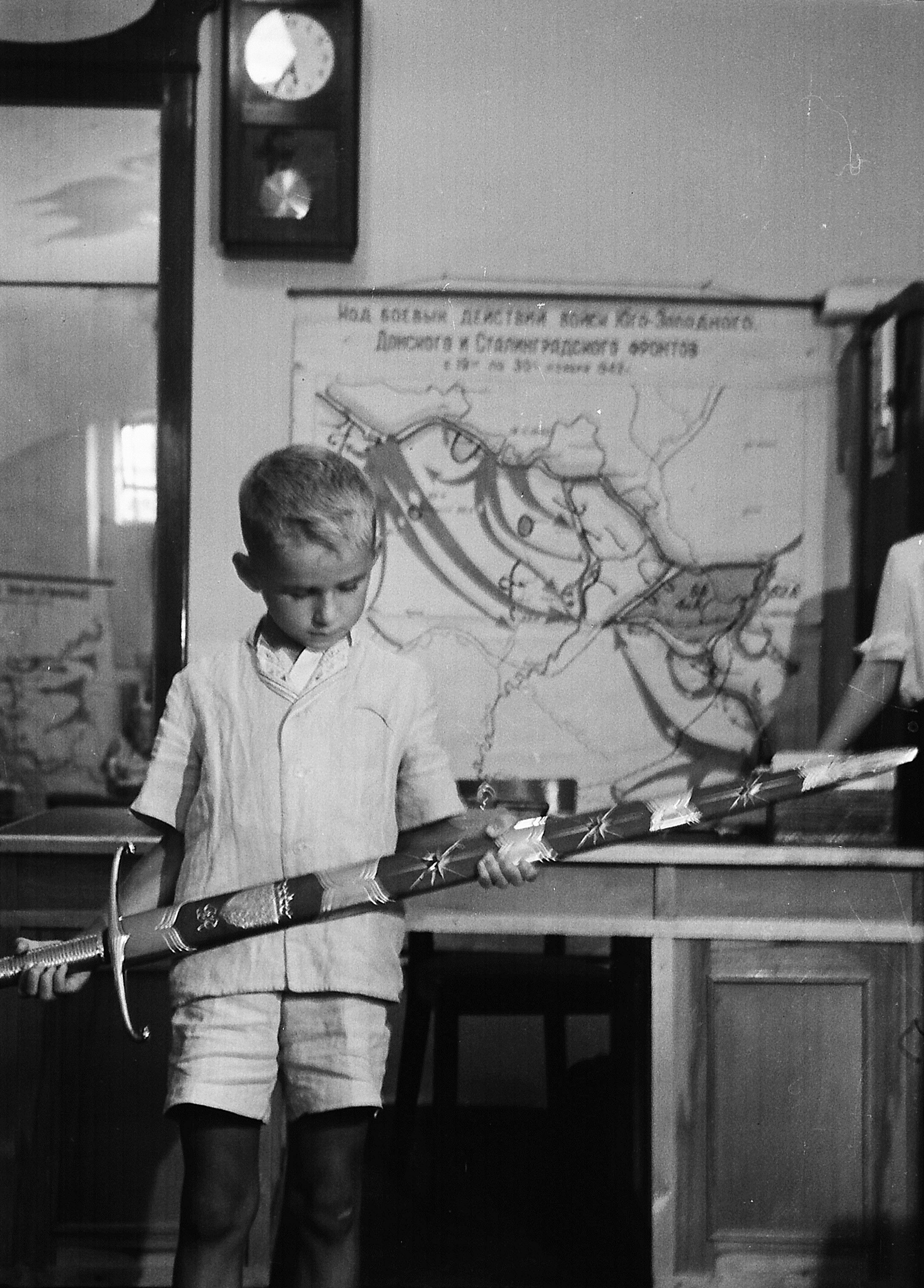
Меч Сталінграда. Одна з трьох копій, виготовлених компанією в 1943 році

Меч Сталінграда (англ. The Sword of Stalingrad) — нагородний (церемоніальний) меч, прикрашений дорогоцінними металами та камінням. Викований за спеціальним указом короля Великої Британії Георга VI в знак захоплення британського народу мужністю, проявленим радянськими захисниками Сталінграда під час битви за місто. Вручено 29 листопада 1943 року прем'єр-міністром Великої Британії Вінстоном Черчиллем Маршалу Радянського Союзу Йосипу Сталіну в присутності президента США Франкліна Рузвельта і почесної варти на церемонії, приуроченій до відкриття Тегеранської конференції. Експонується в  музеї Сталінградської битви у Волгограді.

## Технічні дані
Клинок меча — двосічний, гострий, опуклий, без дол, моделі «Хрестоносець» (англ. Crusader), викований вручну з першокласної Шеффілдської сталі. Довжина клинка — 36 дюймів (близько 91,4 см). За клинку кислотою витравлені написи російською та англійською мовами:
ГРАЖДАНАМ СТАЛИНГРАДА • КРЕПКИМ КАК СТАЛЬ • ОТ КОРОЛЯ ГЕОРГА VI • В ЗНАК ГЛУБОКОГО ВОСХИЩЕНИЯ БРИТАНСКОГО НАРОДА
TO THE STEEL-HEARTED CITIZENS OF STALINGRAD • THE GIFT OF KING GEORGE VI • IN TOKEN OF THE HOMAGE OF THE BRITISH PEOPLE
Руків'я покрите плетінням з 18 — каратного золотого дроту. У торці головки з гірського кришталю золота троянда Тюдорів. Гарда виконана з чистого срібла. Позолочені дужки гарди, загнуті в бік клинка, виконані у вигляді стилізованих голів леопардів. Розмах дужок — 10 дюймів (близько 25,4 см). Загальна довжина меча — близько 4 футів (122 см). Піхви — малинового кольору, з фарбованої каракулі (за деякими джерелами — з сап'янової шкіри) — декоровані посрібленим королівським гербом, короною та вензелем, п'ятьма срібними накладками і трьома п'ятикутними рубіновими зірками в золотій оправі.
Меч вважається одним із шедеврів ковальського збройового ремесла сучасної епохи.

## Виготовлення
Ескіз меча виконаний Оксфордським професором (доном) витончених мистецтв Р. М. Й. Глідоу (англ. RMY Gleadowe) і схвалений особисто королем Георгом VI. За ходом робіт з виготовлення меча спостерігала комісія з дев'яти експертів від  Гільдії золотих справ майстрів Великої Британії. Російську редакцію дарчі написи виконав англійський славіст, президент кембриджського Пембрук-коледжу сер Еліс Міннз.
Меч виготовлений на заводі компанії   ковалями-зброярами Томом Бізлі (англ. Том Біслі) і Сідом Роузом (англ. Sid Роуз), каліграфом  Мервін С. Олівером  і срібних справ майстром капралом Королівських ВПС Великої Британії Леслі Дж. Дарбіном (англ. Леслі Г. Дурбін). Сталь для клинка була надана Шеффілдською фірмою Sanderson Brothers and Newbould.
Здійснення проекту — від ескізу до готового меча — зайняло близько трьох місяців.

## Вручення
Офіційне вручення меча відбулося у радянському посольстві в Тегерані під час зустрічі представників Великої трійки, присвяченій обговоренню планів Нормандської операції («Оверлорд»).
29 листопада 1943, після тригодинної затримки, глави урядів і делегації, що їх супроводжували зібралися в конференц-залі посольства. Уздовж стін залу вишикувався почесний радянсько-британський караул. При появі Вінстона Черчилля в синій формі комодора Королівських ВПС Великої Британії радянський військовий оркестр виконав британський і радянський державні гімни — «Боже, бережи Короля» та «Інтернаціонал». Взявши меч з рук британського лейтенанта, Черчилль звернувся до Сталіна зі словами: «Мені доручено піднести вам цей почесний меч в знак глибокого захоплення британського народу» (англ. I am commanded to present this sword of honor as a token of homage of the British people). Сталін, поцілувавши піхви і стиха подякувавши англійців, передав меч для огляду Франкліну Рузвельту, що сидів поряд. Президент США витягнув меч з піхов, потримав його вертикально на вазі і вимовив: «Воістину, у них були серця зі сталі» (англ. Truly they had hearts of steel). Потім меч був вкладений назад в піхви Черчіллем або Сталіним.
У кінці церемонії Сталін несподівано різким рухом простягнув меч Ворошилову. Захоплений зненацька, Ворошилов прийняв меч вниз руків'ям, і той вислизнув з піхов  (На основі кінозйомки церемонії можна також припустити, що меч з піхов упустив сам Сталін) — після чого, за різними свідченнями, вдарив маршала по нозі, впав на підлогу або був підхоплений на льоту і поміщений на місце .

## Місцезнаходження
До передачі в дар Радянському Союзу меч експонувався з релігійними почестями в кількох храмах Великої Британії, включаючи Вестмінстерське абатство (церемонія, яка стала ключовою сценою у військовій трилогії Івліна Во ««Меч пошани»).
Під час Холодної війни меч як мінімум тричі повертався до Великої Британії для показу на різних виставках . Нині меч Сталінграда — експонат музею Сталінградської битви у Волгограді .